# Yourzz

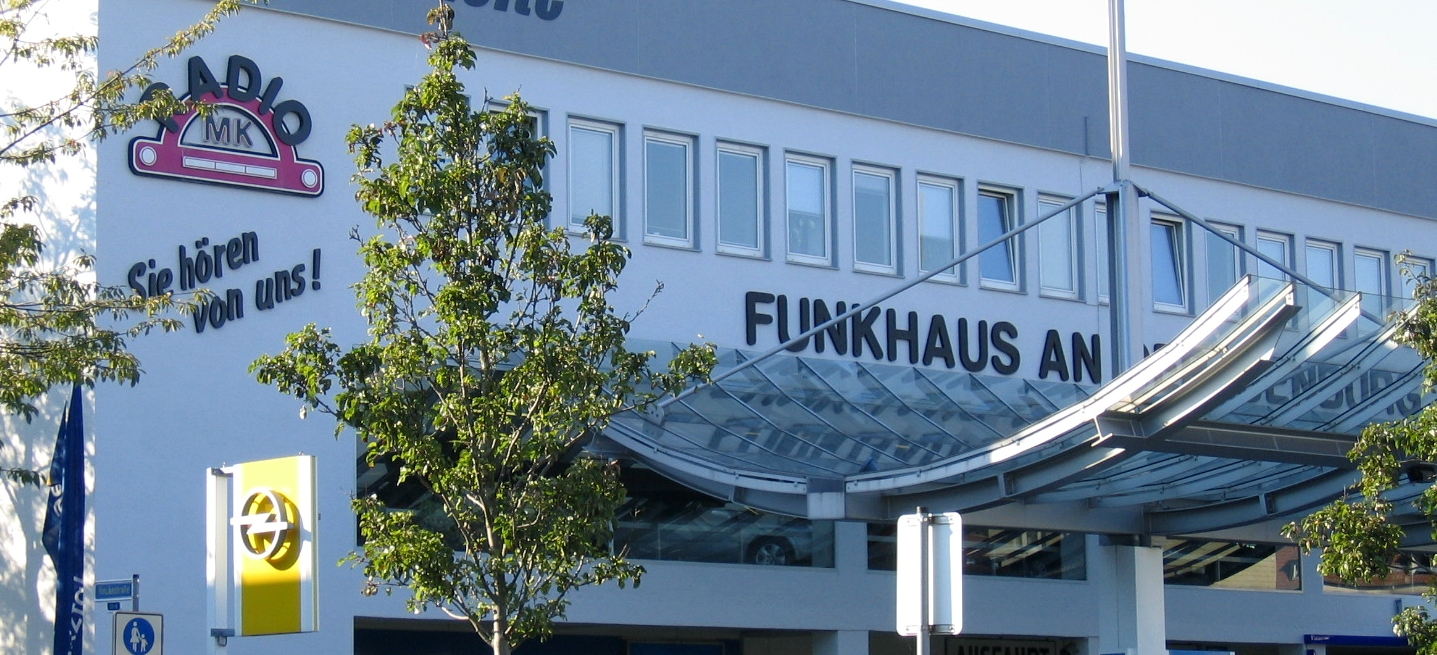
Funkhaus An der Isenburg in der Iserlohner Innenstadt. Sitz von Yourzz und Radio MK

Yourzz (eigene Schreibweise YOURZZ, bis 2012 Yourzz.FM) war ein privater Jugendsender des Westfälischen Anzeigers für die Großregion Märkischer Kreis, Soest, Hamm, Dortmund. Es ging am 13. Mai 2009 auf Sendung. Der Sendebetrieb wurde im Jahr 2016 eingestellt. Programmchef war der Radio-MK-Chefredakteur Holger Jahnke. Der Sender verbreitete sein Programm über die UKW-Frequenzen der beteiligten Lokalradios und über das Internet.

## Programm
Yourzz sendete 24 Stunden am Tag. Das Tagesprogramm inkl. Welt- und Lokalnachrichten sowie Wetter- und Verkehrshinweise zur vollen Stunde wurde live in Iserlohn produziert. In den übrigen Zeiten wurde ein teilweise vorproduziertes Programm gesendet. Freitags und samstags strahlte der Sender ab 20 Uhr die live produzierte Partyshow YOURZZ - WARM UP! aus, die ab 22 Uhr zusätzlich auch über Radio MK verbreitet wurde. 
Die Studios von Yourzz befanden sich im Funkhaus an der Isenburg in Iserlohn, wo auch Radio MK seinen Sitz hat.

## Trimediale Verbreitung
Neben dem Hörfunkangebot war die Marke Yourzz auch auf Veranstaltungen im Sendegebiet und in sämtlichen Ausgaben des Westfälischen Anzeigers präsent. Hier wurden die jugendlichen Inhalte begleitend zum Hörfunkangebot aufbereitet.